# Clancy Wiggum
Clancy Wiggum és un personatge fictici de la sèrie de televisió d'Els Simpsons doblat en català per Enric Isasi-Isasmendi. El cognom del personatge fa referència al cognom de soltera de la mare de Matt Groening, creador dels Simpsons.
Clancy Wiggum va néixer a Baltimore, Maryland. És el cap de policia de Springfield i representa l'estereotip de policia estatunidenc: obès, incompetent, aficionat a les rosquilles i mandrós.